# Archaeopteridaceae
Archaeopteridaceae is een uitgestorven familie van houtige, sporendragende planten die leefden van het Boven-Devoon tot het Midden-Carboon, ongeveer 380 tot 320 miljoen jaar geleden.
Fossielen ervan zijn bijna wereldwijd gevonden, en ze vormden in die periode een dominante groep in alle terrestrische ecosystemen.
De meeste soorten waren grote, op coniferen lijkende bomen met een sterke, monopodiale groei, een sterk verhoutte stam, en duidelijk herkenbare bladeren.
De familie omvatte de volgende geslachten:
- Archaeopteris Stur
- Callixylon Zalessky
- Actinopodium Høeg
- Actinoxylon Matten
- Eddya Beck
- Siderella Read
- Svalbardia Høeg

Van de meeste van deze geslachten is door Scheckler in 1978 aangetoond dat zij restanten zijn van de verschillende ontwikkelingsstadia van Archaeopteris. Eerder al in 1960 had de paleontoloog Charles B. Beck een fossiel gevonden met de bladeren van Archaeopteris verbonden aan een stam van Callixylon. Daarom wordt Callixylon momenteel beschouwd als een vormgeslacht voor stammen van diverse soorten Archaeopteris.